# 中華民國—不丹關係
中華民國與不丹王國無正式外交關係，目前也沒有在對方首都互設具大使館功能的代表機構。對不丹的相關事務由駐印度台北經濟文化中心兼轄。

## 政治

### 外交

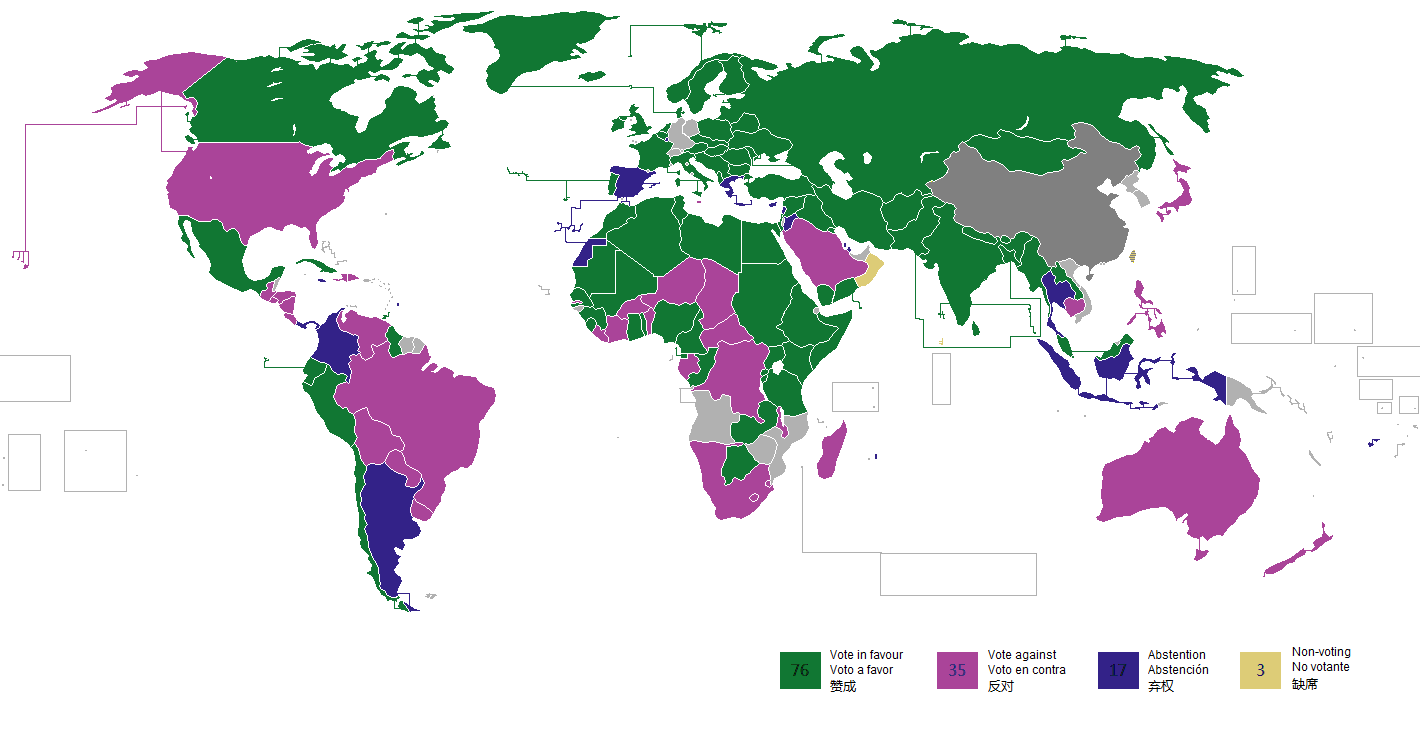
綠色國家表示在1971年的投票中反對中華民國續留聯合國，即《聯合國大會2758號決議》，其中包括不丹。

不丹是唯一既沒有與中華民國建立外交關係以及承認其合法性，也沒有與中華人民共和國建交的聯合國會員國。
1971年10月25日，雖然不丹與中華人民共和國未建立外交關係，但支持中華人民共和國成為聯合國會員國的「中國」席次，反對中華民國續留聯合國。
1993年9月11日，簽訂《中華民國台灣與不丹王國間交換國際快捷郵件服務瞭解備忘錄》。
2001年5月，不丹與其他9個國家在世界衛生大會總務委員會中，發言反對中華民國（台灣）以观察员身份參與世界衛生大會。

## 經濟

### 貿易
2012年11月2日，中華民國對外貿易發展協會（外貿協會）首度邀請不丹商工會會長率領17家廠商來台採購食品加工機械、安全器材、電子、家庭劇院、園藝、成衣及醫療等產品，成交金額超過3,300萬新臺幣。與外貿協會秘書長共同簽署合作協議，加強雙方經貿合作，並前往高雄參觀國際食品展。
| 年分 | 貿易總額 | 貿易總額 | 貿易總額 | 出口至不丹 | 出口至不丹 | 出口至不丹 | 自不丹進口 | 自不丹進口 | 自不丹進口 | 順逆差  |
| 年分 | 金額     | 年增減   | 排名     | 金額       | 年增減     | 排名       | 金額       | 年增減     | 排名       | 順逆差  |
| ---- | -------- | -------- | -------- | ---------- | ---------- | ---------- | ---------- | ---------- | ---------- | ------- |
| 2017 | 153,792  | ▼35.3%   | 216      | 135,052    | ▼35.2%     | 207        | 18,740     | ▼36.4%     | 209        | 順差▼   |
| 2018 | 911,380  | ▲492.6%  | 191      | 884,166    | ▲554.7%    | 180        | 27,214     | ▲45.2%     | 207        | 順差▲   |
| 2019 | 130,540  | ▼85.7%   | 215      | 88,890     | ▼89.9%     | 209        | 41,650     | ▲53.0%     | 199        | 順差▼   |
| 2020 | 124,299  | ▼4.8%    | 213      | 117,341    | ▲32.0%     | 207        | 6,958      | ▼83.3%     | 211        | 順差▲   |
| 2021 | 113,960  | ▼8.3%    | 217      | 106,028    | ▼9.6%      | 209        | 7,932      | ▲14.0%     | 209        | 順差▼   |
| 2022 | 25,766   | ▼77.4%   | 224      | 9,705      | ▼90.8%     | 221        | 16,061     | ▲102.5%    | 201        | 逆差 -- |
| 2023 | 25,836   | ▲0.3%    | 226      | 21,643     | ▲123.0%    | 222        | 4,193      | ▼73.9%     | 209        | 順差 -- |
| 2024 | 61,521   | ▲138.1%  | 221      | 46,429     | ▲114.5%    | 216        | 15,092     | ▲259.9%    | 202        | 順差▲   |

2023年的兩國貿易項目如下：
出口至不丹的項目依序為：手鋸、各種鋸片；自動調節或控制用儀器與器具；特殊物品，含出口未超過5萬新臺幣之小額報單與其他零星物品；卑金屬锁、釦或鑰匙；变压器、靜電式變流器與電感器；特定用途機器之零件與附件；電話機（包括智能手机），以及其他傳輸或接收聲音、圖像之有線或无线网络通訊器具等。
自不丹進口的項目依序為：特殊物品，含進口未超過5萬新臺幣之小額報單與其他零星物品；肥皂、有機表面活性剂產品與調製品等。

### 投資
截至2023年，兩國無相互直接投資紀錄，亦無臺商在不丹營運。

## 交流

### 文化
2011年2月，在台北世界貿易中心舉行的「2011台北國際書展」的主題國是有「幸福國度」之稱的不丹。中華民國總統馬英九、不丹研究院院長、作家卡瑪·烏拉、不丹國家圖書館館長等人均出席開幕儀式。
2022年2月，由台灣海鵬影業發行的不丹劇情片《不丹是教室》入圍第94屆奧斯卡最佳國際影片。

### 援助
2022年3月，中華民國政府捐贈50台製氧機與2,000枚N95口罩給予不丹公益組織「Gyalyum Charitable Trust」（GCT）用以對抗2019冠状病毒病疫情。

## 司法

### 犯罪事件
1994年3月18日，不丹公主王巧克（Dekiy Wangchuck）因走私犀牛角及熊膽抵華被法院判刑10個月。

## 簽證

持中華民國護照的中華民國國民簽證要求分布圖：入境不丹需要簽證。

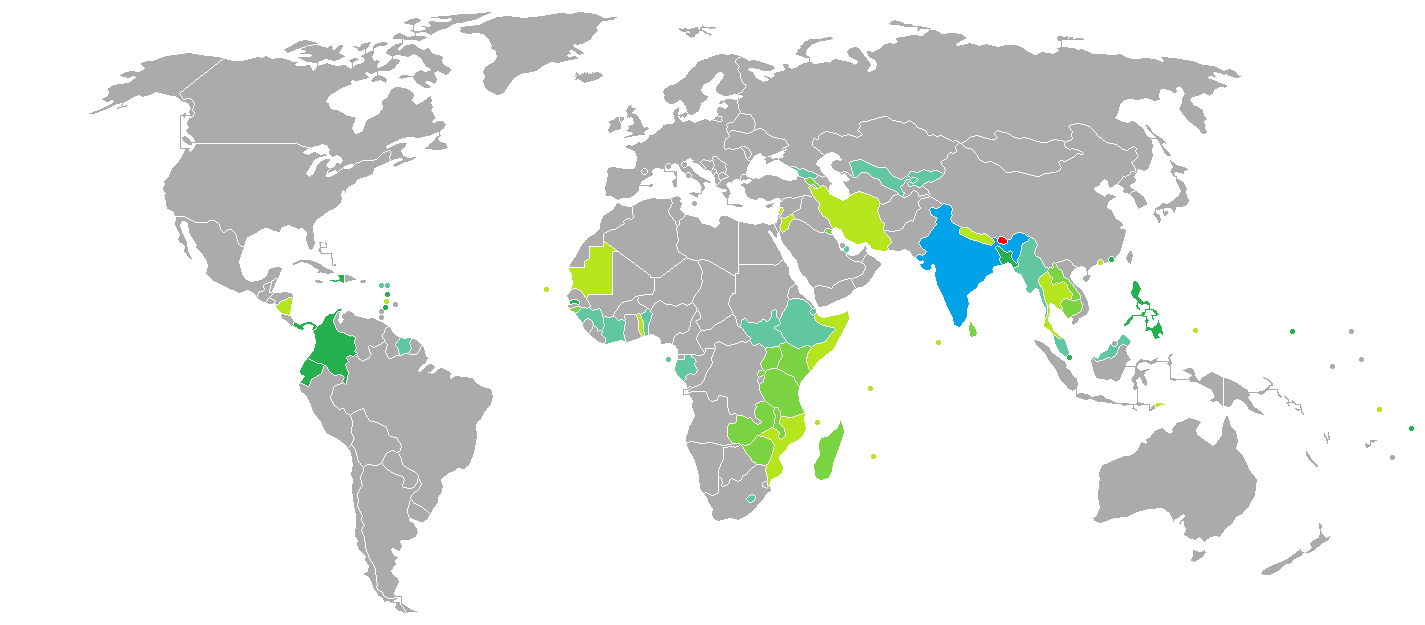
持不丹護照的不丹人口簽證要求分布圖：入境中華民國需要簽證。

兩國國民皆須申請簽證方可入境對方國家。不丹只給予印度、孟加拉、馬爾地夫國民免簽證待遇。不丹簽證以線上申請方式辦理，並徵收可持续发展費（SDF）每人每天100美元。
持不丹護照的不丹國民抵台參加由中央政府機關主辦、協辦或贊助之國際會議、運動賽事、商展活動，或經中華民國對外貿易發展協會駐當地機構之推薦，則可以電子簽證入境中華民國，停留最多30天並不得延期。

## 交通

### 航空

#### 客運
兩國無直航班機，可經由（不計航點遠近，截至2023年6月14日）：
- 台北→新加坡、曼谷、德里[註 1]，再轉機前往不丹帕羅國際機場。
- 高雄→新加坡、曼谷→不丹。

### 駕車
不丹承認各國國際駕駛執照。

## 外部連結
- 中華民國外交部－不丹王國簡介 （页面存档备份，存于）
- 駐印度台北經濟文化中心
- 外交部領事事務局－國外旅遊警示分級表
- 中華民國衛生福利部－國際旅遊疫情建議等級
- 中華民國國際經濟合作協會 （页面存档备份，存于）